# Seevetal
Seevetal – gmina w Niemczech, w kraju związkowym Dolna Saksonia, w powiecie Harburg, leży na południe od Hamburga.
Nazwa pochodzi od rzeki Seeve, małego lewego dopływu Łaby.

## Podział administracyjny
Gmina Seevetal Składa się z 19 części gminy:
| - Beckedorf - Bullenhausen - Emmelndorf - Fleestedt - Glüsingen - Groß-Moor - Helmstorf - Hittfeld - Holtorfsloh - Horst | - Hörsten - Klein-Moor - Lindhorst - Maschen - Meckelfeld - Metzendorf - Ohlendorf - Over - Ramelsloh |

## Transport
Przez gminę przebiegają ważne autostrady A1 i A7, które tu się krzyżują w pobliżu Maschen (Maschener Kreuz) i Horst (Horster Dreieck) oraz A39 łącząca Lüneburg z Hamburgiem poprzez A1 i A7.
W Maschen znajduje się największa kolejowa stacja rozrządowa w Europie.

## Zabytki
Godny zobaczenia jest kościół w Hittfeld pochodzący z XII wieku pod wezwaniem Św. Maurycego (St. Mauritius-Kirche), zbudowany z kamienia polnego.
W Horst jest malowniczo położony młyn z 1595 roku na rzece Seeve.

## Współpraca
- Decatur, USA